# Kees van der Hoef-prijs
De Kees van der Hoef-prijs is een Groningse literaire prijs.
De prijs, die bestaat uit € 250 en (tot en met 2016) een pond paling, wordt toegekend aan een persoon of instelling die een belangrijke bijdrage levert aan het literaire leven in Groningen. De prijs werd aanvankelijk jaarlijks uitgereikt op 3 januari, de verjaardag van Kees van der Hoef. Sinds 2015 gebeurt dit op Gedichtendag.
Kees van der Hoef ontving op initiatief van Bart FM Droog in 2008 de prijs als eerste, uit handen van de toenmalige wethouder van cultuur Jaap Dijkstra. Sinds 2016 wordt de prijs tweejaarlijks uitgereikt. De organisatie is in handen van de literaire stichting NoordWoord.

## Paling
Het pond paling verwijst naar Kees' versregel: 'De kracht van de herhaling is gelijk aan een spastische paling'. Overigens wordt, vanwege de kritieke toestand van de paling, dit onderdeel van de prijs sinds 2018 niet meer uitgereikt. De paling is vervangen door een beeldje.

## Gelauwerden
| Jaar      | Winnaar                                            | Opmerkingen                           |
| --------- | -------------------------------------------------- | ------------------------------------- |
| 2008      | Kees van der Hoef                                  |                                       |
| 2009      | Tsead Bruinja                                      |                                       |
| 2010      | Coen Peppelenbos                                   |                                       |
| 2011-2014 | -                                                  | niet uitgereikt                       |
| 2015      | Café Marleen (Marleen Vermooten en Jan Strikwerda) |                                       |
| 2016      | Stichting Poëziepaleis                             |                                       |
| 2018      | Anton Scheepstra (Uitgeverij Passage)              |                                       |
| 2019      | Anton Brand                                        | Kees van der Hoef Ereprijs (eenmalig) |
| 2020      | Flanor (Groninger literair dispuut)                |                                       |
| 2022      | Boekhandel Godert Walter                           |                                       |